# Södra Björntjärnet
Södra Björntjärnet är en sjö i Torsby kommun i Värmland och ingår i Glommas huvudavrinningsområde.